# Лоджия „Озии“
Лоджия „Озии“ (на италиански: Loggia degli Osii, Лоджа дели Óзии) е историческа сграда в град Милано, Северна Италия. Намира се в централната част на града, на площад „Мерканти“, срещу Палацо дела Раджоне. 
Тя е едно от най-значимите свидетелства за средновековната Комуна Милано, която напомня във формите и елегантността си за функциите, за които е създадена.

## Произход и функция
Сградата е издигната при подест Олдрадо да Тресено (XIII век) на място – собственост на благородническото миланско семейство Озии. Тя дължи името си именно на това семейство, което я строи като свой дом и на което е поверена задачата да събере средства за даване на отпор на Фридрих Барбароса. Сигурно е, че от средата на XIII век тя е неразделна част от комплекса на Бролето Нуово. На 4 юни 1252 г. е съставен акт „super lobia que fuit de Osiis, in brolieto novo comunis“.
Преустроена е през 1316 г. по заповед на господаря на Милано Матео I Висконти в черен и бял мрамор като седалище на Дружеството на справедливостта. Със задачата е удостоен Ското от Сан Джиминяно в ролята му на ръководител на военния орган Общество на вярващите, създаден през 1311 г., по времето на слизането на император Хайнрих VII. Матео I възнамерява да изгради система от аркади около Палацо дела Раджоне, в която да съставя законните нотариални дейности на града. 
От сградата средновековните магистрати обявяват едикти и присъди пред гражданите, гледайки от балкона (наречен parlera), поддържан от рафтове, с царския орел в средата, стискащ плячка – символ на справедливостта, разположен между двете змии на Висконти и инициалите на Галеацо Мария Сфорца и на майка му Бианка Мария.  

## Описание
Сградата е с готически фасада с аркади и лоджии; необичайно за милански готически стил, тя има черно-бяла мраморна облицовка, точно като генуезката готика, може би в чест на снахата на Матео I Висконти Валентина Дория, която се омъжва за Стефано Висконти през 1318 г.
Фасадата е отворена, с две поставени една над друга лоджии и поредица от трифори (триаркови прозорци) на последния етаж, където има статуите на Богородица на трона с Младенеца и на светите покровители на града Стефан, Августин, Лаврентий, Дионисий, Екатерина, Йоан Кръстител, Петър и Амвросий. Те отчасти са дело на Кампионски майстори (от Кампионе д'Италия), по-специално на Уго да Кампионе и сина му Джовани, и на тоскански майстори. Изваяни са по времето на построяването на сградата около второто десетилетие на XIV век. Към 2020 г. са видими техните копия, т.к. оригиналите са в частна колекция. 
По протежение на парапета на горната лоджия (в центъра на която се подава Аренго, от където са произнасяни едиктите) върви пояс с хералдическите емблеми на миланските сестриери, т.е. шестте зони, на които градът е бил разделен в древни времена (носещи името си от шестте исторически порти на града), тези на самият град Милано и гербовете на Висконти.
Лоджията се откроява сред всички останали сгради на площада именно със своя архитектурен стил, тъй като влиянието на тосканската и генуезката архитектура може да се види ясно и днес в нея поради редуването на бялото и черното на фасадата към пл. „Мерканти“. Каменната облицовка с черно-бели ленти е според партия, широко разпространена в района на Ломбардия още през XIII век, и намира съвременни сравнения в (изгубената) фасада на църквата „Санта Мария ди Брера“ и в първата фаза на фасадата на Катедралата в Монца.
Лоджията е била и една от първите обществени сгради, възползвали се от скорошното откриване на канала Навильо Гранде, което благоприятства въвеждането на ценни строителни материали като камък за сметка на традиционната употреба на теракота.

## Последващи модификации и реставрация
През 1604 г. е направена първа реставрация на лоджията, вероятно обусловена от използването на немного устойчиви материали: подменени са колоните на приземния етаж с тоскански колони.
През 1644 г. пожарът, който унищожава Портика на Ацо и Порта „Орефичи“, разположени между лоджията и църквата „Сан Микеле ал Гало“, поврежда и короната над арките на първия етаж. Короната е реконструирана от нулата, като се запазват само трите древни централни ниши със средновековен произход. 
През 1678 г., за да се избегне ново и пълно срутване на фасадата на лоджията, се налага втора подмяна на колоните на приземния етаж, увеличаване на устойчивата им част и следователно поставянето на тяхно място на гранитни колони.
През 1729 г. градът възлага на строителния инженер Антонио Куадрио да възстанови фронтона над централната лоджия, вътре в който е поставена статуята на Дева Мария. 
Сградата губи значение, подобно на няколко други сгради в Бролето, към края на 18 век с изоставянето на старите магистратури; Лоджията е включена заедно с цялото Бролето в проектите за реформи на австрийското правителство и на губернатора на Милано граф Пертузати. През 1797 г. тя е продадена от Цизалпийската република на гражданина Гаетано де Маджистрис.

През XIX век лоджията претърпява няколко трансформации, които радикално я променят: арките са запълнени и впоследствие, през 1877 г., са разделени от напречни стени и платформи и трансформирани в десет малки зали; разрушени са и средновековните външни стълби. 
Въпреки тези промени има и доста проекти за реформиране на цялата сграда, призната за едно от най-значимите архитектурни и граждански свидетелства на Милано, като напр. проектът на Луиджи Каноника от 1819 г. Тези проекти се материализират едва от 1897 г. с обществената подписка, обявена от Лука Белтрами, за възстановяването на лоджията в първоначалния ѝ вид. На подписката отговарят Търговската камара и щедро вдовицата на генерал-лейтенант граф Еджидио Озио – командир на Миланската военна дивизия до смъртта му през март 1902 г., споменат на възпоменателна плоча на лоджията. Реставрацията започва през 1904 г. от архитект Анджело Саволди и инженер Пиеро Белини, които възстановяват лоджията в нейния стар вид. Премахнат е фронтонът от XVIII век, който е бил добавен в центъра на сградата върху корниза, и пиластрите на портика на приземния етаж са заменени с нови. Освободена е и лоджията на първия етаж, която е била надстроена с мецанин, буферните арки са отворени отново, създадена е галерията на втория етаж. С края на ремонтните дейности лоджията е тържествено открита на 16 юни 1904 г.
По време на фашизма тя е окупирана от Фашистката университетска група.  
Към 2022 г. сградата се използва за офиси и е частна собственост.